# 원석조목
원석조목 또는 콕콜리투스목(Coccolithales)은 착편모조류의 일종이다. 이 목은 오랫동안 원석조강(Coccolithophore 또는 Coccolithophyceae)에 속하는 2개 목 중의 하나로 간주되어 왔다. 나머지 목은 이소크리시스목이다.

## 하위 과
- 칼키디스쿠스과 (Calcidiscaceae)
- 원석조과 또는 콕콜리투스과 (Coccolithaceae)
- Hymenomonadaceae
- 플레우로크리시스과 (Pleurochrysidaceae)
- Reticulosphaeraceae